# 驾鹤小桃源

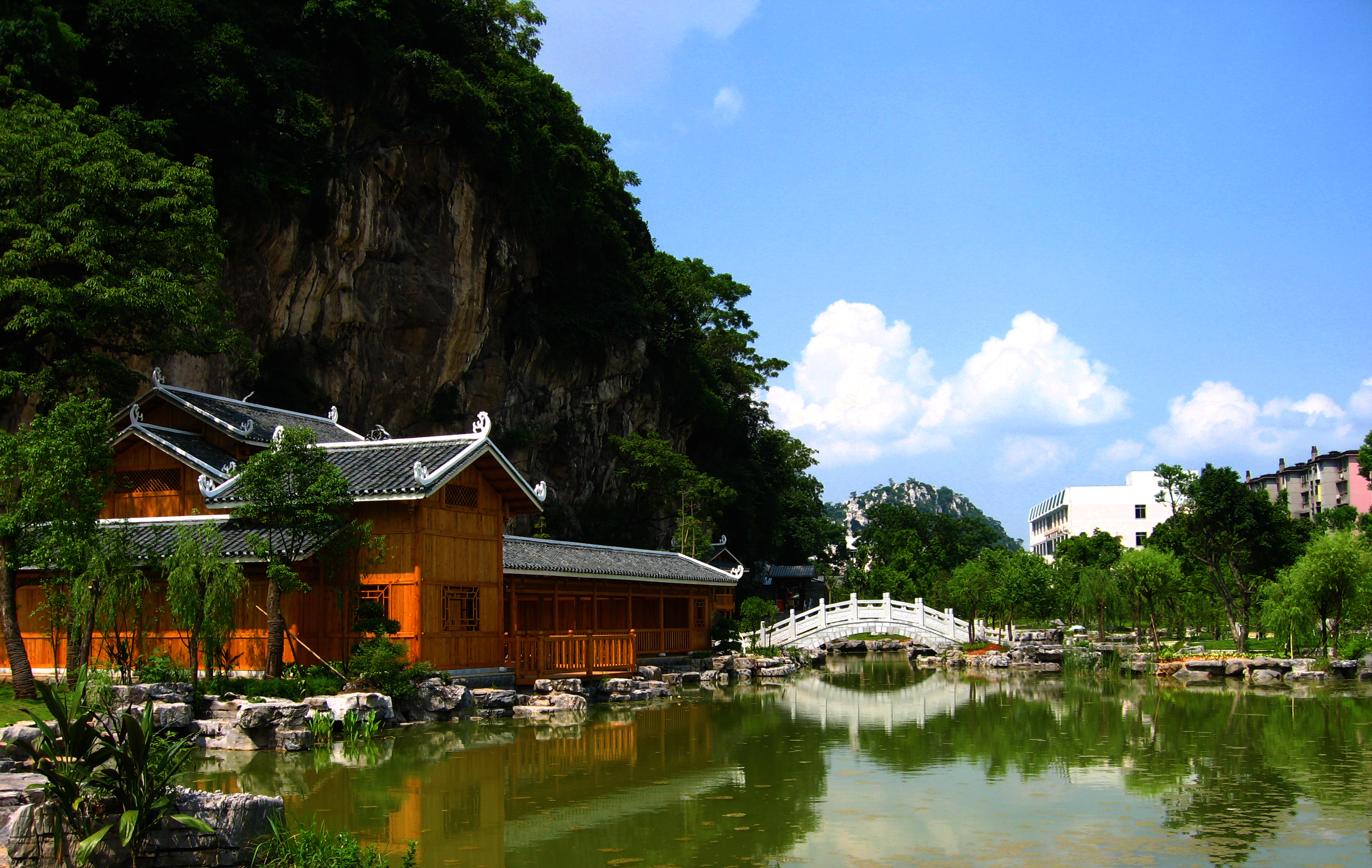
驾鹤小桃园驾鹤书院

驾鹤小桃园位于广西壮族自治区柳州市与摩崖石刻毗邻的一个园林，是柳州八景之一。
该园林始建于南宋绍兴初年(1132年)，吴敏、王安中、王伯彦三位丞相先后贬官外放，途中于柳州相遇，同时寓居于柳江南岸的水南僧寺，他们常游于驾鹤山，并在山下开辟园林，植桃数百株，号称“小桃源”；创建驾鹤书院，修建“三相亭”。从此，驾鹤山成为柳州历代文人雅集的山景名胜。